# Gerhard Zinserling
Gerhard Zinserling (* 11. Juni 1926 in Erfurt; † 11. November 1993 in Jena) war ein deutscher Klassischer Archäologe.

## Leben
Gerhard Zinserling brach die Oberschule 1944 mit Reifevermerk ab, um anschließend am Zweiten Weltkrieg teilzunehmen. Er kam in Kriegsgefangenschaft, wurde aber schon 1945 entlassen und besuchte noch im selben Jahr die Vorstudienanstalt in Jena und legte nun tatsächlich die Reifeprüfung ab. 1946 begann er an der Universität Jena mit dem Studium der Klassischen Archäologie, Kunstgeschichte und Vorgeschichte. 1949 legte er die wissenschaftliche Abschlussprüfung ab und wurde wissenschaftlicher Hilfsassistent am Archäologischen Institut in Jena. Das Studium endete im Dezember 1950 mit der Promotion bei Ludger Alscher und Friedrich Zucker. Thema der Dissertation war Die Stilentwicklung der stadtrömischen Porträtkunst vom Ausgang des zweiten Jahrhunderts n. Chr. bis zum Beginn der Spätantike. Anschließend wurde er mit der Wahrnehmung einer Dozentur beauftragt. Im März 1956 folgte an derselben Stelle die Habilitation mit dem Beitrag Die Stilentwicklung der stadtrömischen Porträtkunst vom Ausgang des zweiten Jahrhunderts n. Chr. bis zum Beginn der Spätantike bei Robert Heidenreich und Horst Kusch. Es handelte sich dabei um die Fortsetzung der Studien zur Promotion. Im September 1956 wurde er ordentlicher Dozent, seit dem Juni 1960 Professor mit Lehrauftrag und seit Februar 1963 Professor mit vollem Lehrauftrag. Schließlich wurde Zinserling im September 1969 Professor mit Lehrstuhl für Klassische Archäologie in Jena, wo er bis zu seiner Emeritierung 1991 lehrte.
Zinserlings Forschungsschwerpunkte waren außer der römischen Porträtkunst die Kunst der sogenannten griechischen Klassik und der griechische Tempelbau. In der seit dem 19. Jahrhundert geführten Diskussion um die Funktion des Parthenon in Athen vertrat er die Position, dass es sich nicht um einen Tempel handelt. Als infolge der III. Hochschulreform der DDR 1968 die Existenz der Klassischen Archäologie an der Universität Jena in Frage stand, war Zinserling zeitweilig gezwungen, Themen wissenschaftlich zu bearbeiten, die nicht zum Kernbereich seiner Disziplin gehörten. Einem größeren Publikum bekannt geworden ist er durch sein Handbuch Abriss der griechischen und römischen Kunst, das in der DDR fünf Auflagen erlebte.
1987 wurde Gerhard Zinserling die Winckelmann-Medaille der Stadt Stendal verliehen.
Zinserling war in erster Ehe mit der Kunsthistorikerin Liselotte Honigmann-Zinserling, in zweiter Ehe mit der Klassischen Archäologin Verena Paul-Zinserling, in dritter Ehe mit der Kunsthistorikerin Anka Zinserling, geb. Sperling, verheiratet.

## Schriften (Auswahl)
- Ein Porträt des Geta im Landesmuseum zu Gotha. In: Wissenschaftliche Zeitschrift der Friedrich-Schiller-Universität Jena (gesellschafts- und sprachwissenschaftliche Reihe), 2. Jahrgang, 1952/53, Heft 4, S. 141–147.
- Studien zu den Historiendarstellungen der römischen Republik. In: Wissenschaftliche Zeitschrift der Friedrich-Schiller-Universität Jena (gesellschafts- und sprachwissenschaftliche Reihe), 9. Jahrgang, 1959/60, Het 4/5, S. 403–448.
- Persönlichkeit und Politik Lysanders im Lichte der Kunst. In: Wissenschaftliche Zeitschrift der Friedrich-Schiller-Universität Jena (gesellschafts- und sprachwissenschaftliche Reihe), 14. Jahrgang, 1965, Heft 1, S. 35–43.
- Zeus-Tempel zu Olympia und Parthenon zu Athen - Kulttempel?, in: Acta Antiqua Academiae Scientiarum Hungaricae, Bd. 13, 1965, S. 41–80.
- Der Augustus von Primaporta als offiziöses Denkmal. In: Acta Antiqua Academiae Scientiarum Hungaricae, Bd. 15, 1967, S. 327–339.
- Ursachen realistischer Porträtkunst in der römischen Antike. In: Wissenschaftliche Zeitschrift der Friedrich-Schiller-Universität Jena (gesellschafts- und sprachwissenschaftliche Reihe), 18. Jahrgang, 1969, Heft 1, S. 193–198.
- Einleitung der Arbeitskonferenz „Das klassische Altertum in der sozialistischen Kultur“. In: Wissenschaftliche Zeitschrift der Friedrich-Schiller-Universität Jena (gesellschafts- und sprachwissenschaftliche Reihe), 18. Jahrgang, 1969, Heft 4, S. 5–8.
- Die Kunst des sozialistischen Realismus und die klassische Kunst der Griechen. In: Wissenschaftliche Zeitschrift der Friedrich-Schiller-Universität Jena (gesellschafts- und sprachwissenschaftliche Reihe), 18. Jahrgang, 1969, Heft 4, S. 89–97.
- Abriss der griechischen und römischen Kunst  (= Reclams Universal-Bibliothek 435). Leipzig 1970
- Humanismus und antike Kunsttradition. In: Wissenschaftliche Zeitschrift der Friedrich-Schiller-Universität Jena (gesellschafts- und sprachwissenschaftliche Reihe), 21. Jahrgang, 1972, Heft 5/6, S. 937–947.
- Innenraumprobleme griechischer Tempelarchitektur, in: Jürgen Dummer (Hrsg.): Griechische Tempel. Wesen und Wirkung (= Beiträge der Winckelmann-Gesellschaft 8). Stendal 1977, S. 25–42.
- Perikles–Parthenon–Phidias, in: Ernst Berger (Hrsg.): Parthenon-Kongreß Basel. Referate und Berichte 4. bis 8. April 1982, 2 Bde., Mainz 1984, S. 26–29.
- Das Akropolisbauprogramm des Perikles. Politische Voraussetzungen und ideologischer Kontext, in: Ernst Kluwe (Hrsg.): Kultur und Fortschritt in der Blütezeit der griechischen Polis (= Schriften zur Geschichte und Kultur der Antike 24). Berlin 1985, S. 206–246.
- Griechische Hochklassik. Norm, Höhe- und Wendepunkt — Die Inhärenz des Klassizismus, in: Friedrich Möbius, Helga Sciurie (Hrsg.): Stil und Epoche. Periodisierungsfragen  (= Fundus-Bücherei 118/119). Dresden 1989, S. 217–230.